# Liriomyza nordica
Liriomyza nordica este o specie de muște din genul Liriomyza, familia Agromyzidae, descrisă de Spencer în anul 1969.
Este endemică în Alaska. Conform Catalogue of Life specia Liriomyza nordica nu are subspecii cunoscute.